# Zoegdidistadion
Het Zoegdidistadion is een voetbalstadion in de Georgische stad Zoegdidi. Het stadion is gesitueerd in het noordwesten van de stad. De bouw van het stadion werd in 2015 gestart en in 2017 beëindigd. Het stadion werd niet in gebruik genomen, omdat het niet voldeed aan de vereiste UEFA standaarden. Het stadion werd gebouwd met een capaciteit van 7233 toeschouwers.